# Energetikai célú növénytermesztés
Az energetikai célú növénytermesztés célja olyan biomassza előállítása, amelyet közvetlenül vagy közvetve (pl. biodízelként feldolgozva) energiaforrásként lehet hasznosítani.
Közvetlen formában a biomasszát elégetik, a keletkező hőt pedig energiatermelésre használják, pl. hagyományos gőzturbinás erőműben. Ennek forrása lehet az erdőgazdálkodás (hulladékfa), mezőgazdasági hulladékanyagok vagy éppen kerti zöldhulladék.
Közvetett formában a biomasszát átalakítják olyan formában, amelyet energiaforrásként lehet alkalmazni. Ebbe a kategóriába tartoznak a biodízelek, a növényekből kinyert etanol.

## Az energetikai célú növénytermesztés célja
Napjainkban egyre nagyobb problémát jelent az energiaellátás. Milyen energiahordozót használjunk, honnan szerezzük be, és nem elhanyagolható szempont a gazdaságosság sem. A kérdést boncolgatva eljuthatunk azokig a következtetésekig, hogy az lenne a legjobb, ha környezetbarát módszerrel nyerhetnénk energiát, esetleg mi magunk termelhetnénk meg, nem kellene kilométerekről ideszállítani (melynek következtében az ára is jelentősen csökkenne), valamint, hogy mindenféle szempontból gazdaságosnak nevezhessük alkalmazását.
Ezeknek az elvárásoknak tökéletesen megfelelnek azok a növények, amelyeket energetikai célra termesztenek. Az energetikai rendeltetésű növénytermesztés mind az alternatív motorhajtóanyag-termelés (pl. alkohol, repce-metil-észter stb.), mind a tüzelőanyag ellátás (biobrikett, repceolaj stb.) szempontjából komoly jelentőséggel bír. A biomassza termelésének nettó hőenergia-hozama a mezőgazdasági és erdészeti melléktermékek esetében sokkal kedvezőtlenebb, mint az e célra termesztett erdők esetében.
Az energiahasznosítás céljára felhasználható növények lehetnek:
- különböző fafajok (energiaerdők: nyár, fűz, akác),
- fűfélék (kínai fű, elefántfű, szudáni fű, különböző perjék stb.),
- magas cukortartalmú növények (cukorcirok, cukorrépa stb.),
- magas olajtartalmú növények (repce, napraforgó, szója stb.).

Az utolsó két csoportba tartozó növények hagyományos növénytermesztési technológiákkal termeszthetők. Az energiaültetvények telepítése, gondozása és betakarítása viszont eltér attól.

## Energiaerdők
Az energiaerdők létesítésének célja, hogy lehetőleg rövid idő alatt, kis költséggel állíthassanak elő minél nagyobb mennyiségű és jól elégethető tüzelőanyagot. Telepítésük mezőgazdaságilag nem hasznosítható, illetve a termelésből kivonásra kerülő gyenge vagy közepes termőképességű területekre történhet elsősorban.  Ezeket a különleges faültetvényeket a vágásforduló időtartama alapján csoportosíthatjuk, a következőképpen:
- mini (1-4 év),
- midi (5-10 év),
- rövid (11-15 év),
- közepes (16-19 év),
- hosszú (20-25 év).

## Magas olajtartalmú növények
Az energiahasznosítás céljára termesztett magas olajtartalmú növények közül első helyen az őszi káposztarepcét célszerű megemlíteni, mert ennek a növénynek a termesztéséhez kedvező ökológiai adottságú vidékek találhatók Magyarországon (pl. Kisalföld, Dunántúli-középhegység stb).
A repce a talajhasznosítás szempontjából is rendkívül kedvező, termesztése a gazdaság hagyományos technológiájával megvalósítható. A kipréselt repceolaj felhasználható üzemanyagként, kenő- és hidraulikaolajként, valamint tüzelőolajként.

## Magas cukortartalmú növények
Etil-alkohol előállítása nagy cukor-, keményítő- vagy cellulóztartalmú növényi biomasszából történhet fermentáció vagy hidrolízis és fermentáció utáni folyamatos desztillációval. Hazánkban a legjelentősebb, ipari alkohol előállítására alkalmas növények a cukorrépa, édes cirok, kukorica, kalászos gabonafélék, burgonya. A gépkocsimotorok üzemeltethetők tisztán etanollal is, ekkor azonban növelt paraméterekkel kell rendelkezniük a keverékképzésben részt vevő szerkezetek elemeinek és az üzemanyagtartálynak is nagyobbnak kell lenni.
Minderre azért van szükség, mert az etanol energiatartalma kisebb, mint a benziné, így azonos teljesítmény eléréséhez 25-50%-kal többre van szükség, de akár javíthatjuk is a benzin tulajdonságát, ha etanolt keverünk hozzá különböző százalékban, ezáltal kedvezőbb tulajdonságú üzemanyag állítható elő (nő a keverék oktánszáma és oxigéntartalma, így javul az égés feltétele).